# Sold at Auction (film 1917)
Sold at Auction è un film muto del 1917 diretto da Sherwood MacDonald che ha come interprete principale Lois Meredith. Il film è considerato perduto.

## Trama
Richard Stanley vuole rimuovere del tutto il ricordo di sua moglie che se n'è andata via da casa lasciandolo solo con Nan, la loro figlioletta. L'uomo, per non avere davanti agli occhi la bambina che gli ricorda ogni giorno il tradimento che ha subito, affida Nan alla signora Hopkins, che ha il compito di allevare la piccola.

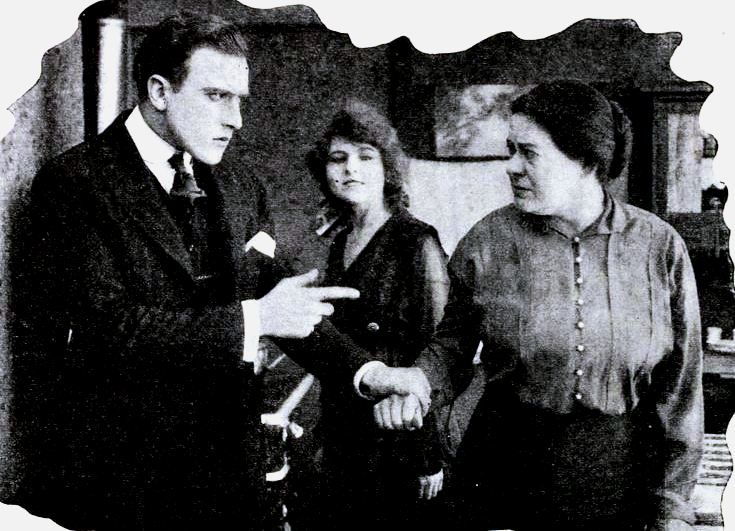
Frank Mayo, Marguerite Nichols e Ruth Lackaye

 Ma la donna, invece, tratta la bambina come una serva, trattenendo per sé tutto il denaro che le invia regolarmente Stanley. Nan cresce così ignorando la sua origine. L'unico affetto che la consola è il suo amore per Hal, un giovane reporter. Ma la signora Hopkins, temendo che la sua schiava se ne vada, le dice che non potrà mai sposare Hal perché lei non è altro che una mulatta. Disperata, Nan fugge via.
Non sapendo niente del mondo, incappa in un'agenzia matrimoniale che, in realtà, copre un traffico di esseri umani. Così, Nan finisce per essere messa all'asta dove verrà disputata da un gruppo di ricchi signori che offrono grandi cifre per quella bella ragazza. La vince su tutti Richard Stanley, il quale ignora di aver comperato la propria figlia. A salvare Nan, sarà il tempestivo arrivo di Hal che rivelerà a Stanley la verità.

## Produzione
Il film fu prodotto dalla Balboa Amusement Producing Company con il titolo di lavorazione Birds of Prey.

## Distribuzione
Distribuito dalla Gold Rooster Plays (Pathé Exchange), il film uscì nelle sale cinematografiche statunitensi l'11 febbraio 1917.
Non si conoscono copie ancora esistenti della pellicola che viene considerata presumibilmente perduta.